# Dominique Gonzalez-Foerster
Dominique Gonzalez-Foerster (ur. 30 czerwca 1965 w Strasburgu) – francuska artystka współczesna tworząca w takich gatunkach jak: sztuka środowiskowa, instalacja, fotografia i film.

## Życiorys i twórczość
W 1968 roku rodzice Dominique Gonzalez-Foerster przeprowadzili się ze Strasburga do Grenoble. Zamieszkali na terenie wioski olimpijskiej na obrzeżach miasta. W Grenoble w 1985 roku Dominique Gonzalez-Foerster spotkała młodego artystę Philippe’a Parreno, z którym nawiązała współpracę. W Grenoble ukończyła École de Beaux-Arts i École du Magasin – Centre National d’Art Contemporain. W 1988 roku przeprowadziła się do Paryża, gdzie ukończyła z dyplomem Institute des Hautes Études en Arts Plastiques, prowadzony przez Pontusa Hulténa i Daniela Burena.
W światowej sztuce współczesnej jest artystką nowatorską. Swoją działalność artystyczną rozpoczęła zasadniczo od filmu, jednak później twórczość nabrała wszechstronnego, multidyscyplinarnego charakteru. Zajmuje się różnymi gatunkami, począwszy od pracy pisania powieści spod znaku science fiction wspólnie z Philippe’em Parreno po współpracę z piosenkarzem rockowym Alain Bashungiem nad scenografią oraz współpracą z domem mody Balenciaga na wystawie w Paryżu. Stosunkowo mało znana w Stanach Zjednoczonych, jest powszechnie ceniona w Europie. W 2002 roku dostała w swojej ojczyźnie nagrodę imienia Marcela Duchampa.
W 2008 roku w ramach cyklu The Unilever Series, stworzyła instalację TH.2058, eksponowaną od 14 października 2008 do 13 kwietnia 2009 roku w galerii Turbine Hall w Tate Modern w Londynie.
Jedną z ostatnich jej prac jest wielkowymiarowe płótno Helen & Gordon, przygotowane w ramach 18 edycji cyklu Eiserner Vorhang, nad którym nadzór kuratorski sprawuje jury wiedeńskiej organizacji museum in progress w składzie: Daniel Birnbaum i Hans-Ulrich Obrist. Płótno, poświęcone pamięci słynnej fotografii amerykańskiej malarki, Helen Frankenthaler, wykonanej w latach 50 przez Gordona Parksa na zamówienie magazynu Life, jest prezentowane od 30 września 2015 do 30 czerwca 2016 roku w Operze Wiedeńskiej.
W dniach od 23 września 2015 do 1 lutego 2016 roku w paryskie muzeum Centre Georges Pompidou zorganizowało retrospektywną, a zarazem wybiegającą w przyszłość wystawę „Dominique Gonzalez-Foerster 1887-2058”, w ramach której zaprezentowano około 30 jej prac, umieszczonych w Galerie Sud, na tarasach piątego piętra muzeum oraz w ogrodzie Atelier Brancusi. Dzieła wystawiono w przyjętym porządku chronologicznym, począwszy od roku 1887 aż po imaginacyjny rok 2058. Pokaz połączył kilka stuleci, ukazując w formie multimedialnej (film, obraz, muzyka, tekst) różne epoki i tendencje w sztuce literaturze i kinie, widziane oczami artystki i zilustrowane jej instalacjami z poprzednich wystaw. Eksponaty zostały tak dobrane, aby oddać klimat danej epoki. Zamierzone połączenie filmu, literatury i nauki razem, na podobieństwo opery lub musicalu, zmieniło wystawę w heterogeniczny, złożony świat, rojący się od sensacji, narracji i cytatów. Wystawa w zamyśle miała stanowić jednoczesną identyfikację artysty, jego twórczości i widza.

## Prace (wybór)
| Rok       | Tytuł                                 | Opis | Nr kat. |
| --------- | ------------------------------------- | --- | ------- |
| 1985      | bez tytułu                            | kompozycja: wazon, lilia i budzik | DGF 191 |
| 1996      | Île de Beauté                         | film, taśma filmowa 35 mm |         |
| 1999      | Riyo                                  | film, taśma filmowa 35 mm na DVD |         |
| 2001      | Central                               | film (taśma filmowa Super 8 i 35mm na DVD) |         |
| 2003      | Atomic Park (Film Version)            | film (taśma filmowa Super 8 i 35mm, czarno-biały i kolor, dźwiękowy) | DGF 116 |
| 2003      | Malus                                 | wideo |         |
| 2008      | Tapis de Lecture (Enrique Vila-Matas) | 1 dywan i 300-500 książek; różne rozmiary | DGF 100 |
| 2008      | TH.2058                               | instalacja o przybliżonych wymiarach 100 × 22 × 20 m, składająca się z 3 lub 6 rzeźb, ekranu LED o przybliżonych wymiarach 12 × 6,75 m, 229 rozkładanych łóżek, około 10 tysięcy książek science fiction i dźwięku | DGF 109 |
| 2009      | After                                 | neon na tapecie | DGF 117 |
| 2010      | Desert Park                           | instalacja stała w Inhotim (Brazylia) | DGF 112 |
| 2011      | bez tytułu                            | książka na piasku, usypanym w narożniku (około 150 kg piasku, różne wymiary) | DGF 128 |
| 2012      | Exoturisme                            | neon na błękitnym tle | DGF 127 |
| 2012      | Belle Comme Le Jour                   | jednokanałowa projekcja wideo | DGF 126 |
| 2013      | Ludwig II (M 20162)                   | garnitur Ludwiga Stockmana i jego popiersie rozmiaru 38, projektor, obraz z projektora, 2 głośniki | DGF 141 |
| 2014      | euqinimod & costumes                  | instalacja z różnych mediów | DGF 151 |
| 2014      | Fitzcarraldo (M 20162)                | instalacja na biennale w Gwangju (Korea Południowa) | DGF 235 |
| 2014      | Splendide Hotel                       | instalacja w Museo Nacional Centro de Arte | DGF 235 |
| 1987/2015 | bez tytułu                            | przedmioty aluminiowe na kocu ratunkowym | DGF 186 |
| 1987/2015 | bez tytułu                            | czerwone, plastikowe wiaderka i białe lampy architektoniczne (różne wymiary) | DGF 188 |